# Ivica Osim
Ivan „Ivica“ Osim (* 6. Mai 1941 in Sarajevo, Unabhängiger Staat Kroatien; † 1. Mai 2022 in Graz) war ein jugoslawischer und bosnischer Fußballspieler und -trainer.

## Karriere
Osim begann nach seiner Reifeprüfung ein Studium der Mathematik und Physik an der Universität Sarajevo.
Er begann seine Fußball-Profikarriere 1959. Bis 1970 spielte er – mit einem kurzen Abstecher 1968 in die Niederlande – beim FK Željezničar Sarajevo, brillierte dort als technisch beschlagener Kicker und wurde jugoslawischer Teamspieler, ehe 1970 der Wechsel nach Frankreich in die Première Division erfolgte. Dort spielte er beim FC Valenciennes, CS Sedan und Racing Straßburg. Während seiner Zeit in Straßburg war er Mannschaftskollege von Arsène Wenger, dem er sein Leben lang freundschaftlich verbunden blieb. Er wurde insgesamt 16 Mal in der jugoslawischen Nationalmannschaft eingesetzt und erzielte acht Tore. 1968 wurde Osim in das All-Star-Team der Europameisterschaft berufen. Aufgrund seiner virtuosen Spielweise und seines tänzelnden Stils bekam er den Spitznamen „Strauß von Željo“ verpasst.
1978 beendete er seine aktive Karriere als Fußballer und wurde Trainer. Zunächst betreute er bis 1986 Željezničar Sarajevo (zweimal jugoslawischer Vizemeister, Pokalfinale, Halbfinale UEFA-Cup) und von 1982 bis 1984 das jugoslawische Olympiateam, mit dem er bei den Olympischen Spielen 1984 die Bronzemedaille holte.
1986 übernahm er dann die jugoslawische Nationalmannschaft, mit der er bei der Fußball-Weltmeisterschaft 1990 das Viertelfinale erreichte. 1992 schaffte er die Qualifikation zur Europameisterschaft, trat aber am 22. Mai wegen des beginnenden Bosnienkrieges zurück, als seine Heimatstadt Sarajevo von serbischen Truppen beschossen wurde:

„Es ist eine private Geste und meine persönliche Entscheidung. Die Gründe dafür liegen auf der Hand. Mein Rücktritt ist das Einzige, was ich für meine Stadt tun kann. Sie sollen sich daran erinnern, dass ich aus Sarajevo komme. Sie wissen, was dort passiert.“

Wegen des Krieges wurde Jugoslawien am 30. Mai von der EM ausgeschlossen. Durch seine integrative Einstellung bezüglich der nationalen Vielfalt in seinem Geburtsland Bosnien-Herzegowina genießt Osim viel Anerkennung und Verehrung.
Weitere Stationen waren FK Partizan Belgrad (Juni 1991 bis Mai 1992, Pokalsieg 1992) und Panathinaikos Athen (Juli 1992 bis März 1994, Cupsieger 1993 und 1994, Vizemeister 1993).

## Wechsel zu Sturm Graz
Im Juli 1994 wurde er überraschend beim österreichischen Mittelständler Sturm Graz als neuer Trainer präsentiert. Das Engagement geht auf den damaligen Sturm-Graz-Manager Heinz Schilcher zurück, der ein ehemaliger Mannschaftskollege bei Racing Straßburg und Freund von Osim war. Osim begann mit der damals jungen Truppe, die aus vielen Eigenbauspielern bestand, über Jahre hinaus zu arbeiten und ihr seinen Stempel aufzudrücken. 1995 und 1996 wurde Sturm Vizemeister und gewann 1996 und 1997 den Pokalbewerb. 1998 kam es zum ersten nationalen Meisterschaftsgewinn in der Vereinsgeschichte. Dies konnte ein Jahr darauf noch einmal gesteigert werden, indem Meisterschaft, Pokalsieg und Supercup gewonnen werden konnten. Pokal und Supercup gewann die Mannschaft in der Ära Osim je drei Mal. Dreimal in Folge zog die Mannschaft in die Champions League ein. In der Saison 2000/2001 schaffte es die Mannschaft sogar, ihre Gruppe als Erster abzuschließen und in die Zwischenrunde der besten 16 Teams Europas einzuziehen. Dies kann als Höhepunkt der Ära Osim angesehen werden. In der nationalen Meisterschaft erreichte die Mannschaft hier allerdings nur Rang 4, was das schlechteste Ergebnis unter Osim darstellt.
Danach tauchten die ersten Probleme auf. Das Management verlängerte die Verträge von 13 altgedienten Spielern nicht und holte, meist ohne Absprache mit Osim, zahlreiche neue Spieler. Die meisten waren drittklassige Legionäre, die von Spielervermittlern angepriesen wurden. Osim hatte von einem auf den anderen Tag plötzlich nur noch eine durchschnittliche Legionärstruppe zur Verfügung und musste mit der Mannschaftsfindung neu beginnen. Trotzdem erreichte er 2002 noch einmal den Vizemeistertitel. Im selben Jahr verließ auch Sturm-Star Ivica Vastić – für Osim das Herz von Sturm – den Verein. Der Klub scheiterte in der Champions-League-Qualifikation. In dieser Zeit war Ivica Osim immer wieder Kritik von Vereinspräsident Hannes Kartnig ausgesetzt, was an der Motivation von Osim nagte. Osim wurde die gesamte Situation zu viel, und er erklärte der Presse nach einem Spiel im September 2002 seinen Rücktritt.

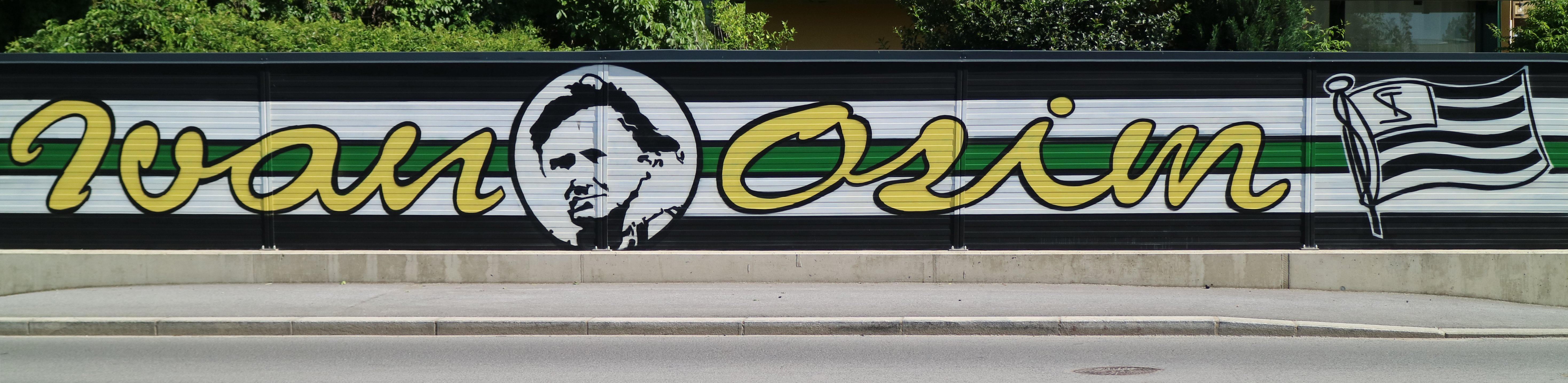
Mural in Graz-Puntigam

Im Januar 2009 wurde Ivica Osim in der Helmut-List-Halle bei der Feier des SK Sturm Graz zum 100-jährigen Bestehen zum Trainer des Jahrhunderts gewählt. Die Laudatio auf Osim hielt der Grazer Autor Gerhard Roth.

### Trainerstatistik bei Sturm Graz
| Mannschaft                                   | von       | bis            | Wettbewerb                          | Ergebnisse | Ergebnisse | Ergebnisse | Ergebnisse | Ergebnisse | Ergebnisse | Ergebnisse | Ergebnisse |
| Mannschaft                                   | von       | bis            | Wettbewerb                          | Sp.        | S          | U          | N          | T          | GT         | Diff.      | S/Sp.      |
| -------------------------------------------- | --------- | -------------- | ----------------------------------- | ---------- | ---------- | ---------- | ---------- | ---------- | ---------- | ---------- | ---------- |
| SK Sturm Graz                                | Juni 1994 | September 2002 | Fußball-Bundesliga (Österreich)     | 298        | 159        | 71         | 68         | 539        | 302        | +237       | 53 %       |
| SK Sturm Graz                                | Juni 1994 | September 2002 | ÖFB-Cup                             | 029        | 025        | 0          | 04         | 086        | 035        | 0+51       | 86 %       |
| SK Sturm Graz                                | Juni 1994 | September 2002 | ÖFB-Supercup                        | 005        | 003        | 0          | 02         | 011        | 009        | 00+2       | 60 %       |
| SK Sturm Graz                                | Juni 1994 | September 2002 | Champions League                    | 024        | 007        | 02         | 15         | 020        | 053        | 0−33       | 29 %       |
| SK Sturm Graz                                | Juni 1994 | September 2002 | UEFA-Champions-League-Qualifikation | 010        | 006        | 03         | 0 1        | 022        | 013        | 00+9       | 60 %       |
| SK Sturm Graz                                | Juni 1994 | September 2002 | Europapokal der Pokalsieger         | 006        | 003        | 02         | 01         | 008        | 005        | 00+3       | 50 %       |
| SK Sturm Graz                                | Juni 1994 | September 2002 | UEFA Cup                            | 002        | 000        | 01         | 01         | 004        | 005        | 00−1       | 0 %        |
| SK Sturm Graz                                | Juni 1994 | September 2002 | UEFA Cup Qualifikation              | 002        | 000        | 01         | 01         | 001        | 002        | 00−1       | 0 %        |
| SK Sturm Graz                                | Juni 1994 | September 2002 | UEFA Intertoto Cup                  | 002        | 000        | 01         | 01         | 003        | 004        | 00−1       | 0 %        |
| SK Sturm Graz                                | Juni 1994 | September 2002 | gesamt                              | 378        | 203        | 81         | 94         | 694        | 428        | +266       | 54 %       |
| Quelle: transfermarkt.at, Stand: Jänner 2019 |           |                |                                     |            |            |            |            |            |            |            |            |

## Neuanfang in Japan
Anfang 2003 erhielt Osim das Angebot aus Japan, den dortigen Verein JEF United zu trainieren. Er entschied sich dazu für ein Jahr nach Japan zu gehen. Nach Vertragsende brach er seine Zelte in Japan ab. Da sich der Verein allerdings dermaßen um Osim bemühte, unterschrieb er auch für das Jahr 2004. Dasselbe passierte auch 2005, obwohl Osim auch hier bereits seinen Abschied angekündigt hatte. Im Jahr 2005 holte er mit seinem Team den Ligapokal und somit den ersten Titel für den Verein. Mittlerweile hatte er auch schon seinen Sohn Amar Osim zum Klub geholt, der als Amateurtrainer und Co-Trainer fungierte. Osim verlängerte seinen Vertrag mit JEF United um ein viertes Jahr, wurde aber am 21. Juli 2006 als neuer Teamchef der japanischen Nationalmannschaft präsentiert. Sein Sohn Amar trat seine Nachfolge bei JEF United an.
Japan schaffte die Qualifikation für den Asien-Cup 2007 mit nur einer einzigen Niederlage. Das Turnier selber verlief für die Japaner nicht so erfolgreich wie erhofft. Der Titelverteidiger scheiterte im Halbfinale. Osim sorgte auch in internationalen Medien für Aufsehen, da er den japanischen Verband ob der kurzen Vorbereitungsphase (die Japaner kamen praktisch von der Meisterschaft zum Asien Cup) hart kritisierte und sich auch mit japanischen Journalisten anlegte. Jede auch noch so harmlose Frage wurde von Osim mit Zynismus und Spott beantwortet.
Ivica Osim ist darüber hinaus aufgrund seiner intellektuellen Fähigkeiten angesehen, verweigert aber jede Glorifizierung seiner Person, wie er in seiner Autobiographie Das Spiel des Lebens betont: „Zuviel Licht schadet der Wahrnehmung.“ Am 15. November 2007 erlitt Osim in seiner Wohnung in Tokio einen Schlaganfall und befand sich wegen eines Herzproblems in kritischem Zustand. Am 19. November wurde gemeldet, dass Osim außer Lebensgefahr sei. Am 28. November erwachte Osim aus dem Koma. Sein Zustand solle sich langsam, aber doch, bessern. Tags darauf wurde er als japanischer Teamchef von Takeshi Okada abgelöst. Am 24. Dezember konnte Ivica Osim die Intensivstation verlassen und mit der Regenerationstherapie beginnen. Vom japanischen Fußballverband wurde ihm eine weitere, zukünftige Zusammenarbeit angeboten. Der japanische Videospielehersteller Sega verewigte ihn im November 2009 auf dem Cover des Spieles „J-League Pro Soccer Club o Tsukurou! 6: Pride of J“ für die Spielkonsole Playstation Portable.

## Privates
Ivica Osim war verheiratet und hinterließ drei Kinder. Er lebte zuletzt die meiste Zeit in Graz.

## Tod
Ivica Osim starb am 1. Mai 2022, fünf Tage vor seinem 81. Geburtstag. Der 1. Mai 2022 ist zudem der 113. Jahrestag des Bestehens des SK Sturm Graz.

## Ehrungen
- 2000: Großer Josef-Krainer-Preis[15]
- 2001: Bürger der Stadt Graz[16]
- 2009: Jahrhunderttrainer des SK Sturm Graz[17]
- 2021: Großes Ehrenzeichen des Landes Steiermark[18]
- 2023: Benennung des Vorplatzes der Merkur Arena als Ivica-Osim-Platz[19]